# 梁滨
梁滨（1956年4月—）。男，汉族，山西孝义人，中华人民共和国政治人物。太原工学院电机系电机专业毕业中国社科院研究生院技术经济与管理专业在职研究生学历，管理学博士学位。中国共产党第十八届中央纪委委员。

## 生平
1974年8月参加工作。1976年，入读太原工学院电机系，此后供职于太原工学院、太原工业大学，官至太原工业大学党委副书记。1979年6月加入中国共产党。1992年，任共青团山西省委副书记。1994年，任共青团山西省委书记（其间：1995年9月至1996年7月在中央党校一年制中青年干部培训班学习）。1996年，任中共忻州地委常务副书记。1998年，任中共忻州地委书记。2001年10月，任中共朔州市委书记。2003年1月，任山西省人民政府副省长。2006年10月，任中共山西省委常委、山西省人民政府副省长。2008年5月，任中共河北省委常委，6月任中共河北省委组织部部长。

## 落马
2014年11月19日上午，河北全省高校党的建设工作会议在石家庄市举行。这项工作一直是梁滨在负责，他本应出席并主持会议，却迟迟没有出现。包括省委副书记赵勇在内的河北省领导和省内各高校负责人苦等半个小时才知道，梁滨已于前一天晚上被中央纪委办案人员带走，而河北方面之前对此完全不知情。11月20日，中央纪委监察部网站宣布，河北省委常委、组织部部长梁滨涉嫌严重违纪违法，目前正接受组织调查。河北省委分别召开常委（扩大）会议和省直各单位主要负责人会议，通报了中央的决定，对这一决定表示完全赞同和坚决拥护。2015年1月26日，中共中央纪委发布消息，指梁滨收受巨额贿赂、礼金礼品，其亲属收受他人财物，其本人有通奸行为。因其严重违反中共党纪，中共中央纪委审议并报中共中央批准，决定给予梁滨开除中共党籍、开除公职处分。收缴其违法所得；将其涉嫌犯罪线索及所涉财物移交司法机关处理。
2016年7月21日，辽宁省鞍山市中级人民法院一审公开开庭审理了中共河北省委原常委、组织部部长梁滨受贿一案。辽宁省鞍山市人民检察院起诉指控：2004年至2014年，被告人梁滨利用其担任山西省人民政府副省长，中共山西省委常委、副省长，中共河北省委常委、组织部部长等职务上的便利，为山西省建筑设计研究院原院长赵友亭、山西宝洁房地产开发有限公司等个人和单位，在职务晋升、房地产开发等事项上提供帮助，直接或者通过其妻李晓霖非法收受赵友亭、程腊生等15人给予的财物，共计折合人民币557万余元。
2016年11月25日辽宁省鞍山市中级人民法院公开宣判河北省委原常委、组织部部长梁滨受贿案，对被告人梁滨以受贿罪判处有期徒刑八年，并处罚金人民币五十万元；对梁滨受贿所得财物及其孳息予以追缴，上缴国库。法庭认为，梁滨的行为构成受贿罪。鉴于梁滨到案后，如实供述自己罪行，主动交代办案机关尚未掌握的大部分受贿犯罪事实；检举他人犯罪线索，经查证属实，构成重大立功；认罪悔改，积极退赃，赃款赃物已全部追缴，具有法定、酌定减轻及从轻处罚情节，依法可以减轻处罚。法庭遂作出上述判决。